# خدا یک دی‌جی است
«خدا یک دی‌جی است» ترانه‌ای از گروه انگلیسی فیتلس است که در اوت ۱۹۹۸ به عنوان تک‌آهنگ اصلی آلبوم یکشنبه ۸ شامگاه منتشر شد. این تک‌آهنگ در انگلستان به جایگاه ششم جدول‌های فروش رسید و در سپتامبر ۱۹۹۸ برای یک هفته شمارهٔ ۱ جدول بیلبورد دنس کلاب بود.
«خدا یک دی‌جی است» را مَکسی جَز، رولو، سیستر بلیس و جیمی کاتو نوشته‌اند. فیتلس برای این ترانه و آهنگهای دیگر آلبوم یکشنبه ۸ شامگاه برندهٔ جایزهٔ بریت «بهترین عملکرد بریتانیایی» در سال ۱۹۹۹ شد. مجلهٔ بیلبورد در اوایل سال ۱۹۹۹ در مقاله‌ای نوشت که بسیاری از دست‌اندرکاران موسیقی دنس بر این باورند که «خدا یک دی‌جی است» باید نامزد دریافت جایزهٔ گرمی «بهترین ضبط سال» ۱۹۹۸ می‌شد.
این ترانه در سال ۲۰۰۵ و پس از انتشار آلبوم فیتلس برای همیشه دوباره وارد جدول پرفروش‌ترین‌های انگلستان شد و به جایگاه شصت و ششم رسید.

## لیست آهنگ‌ها

### سی‌دی نسخهٔ انگلستان
- «خدا یک دی‌جی است» (نسخهٔ رادیویی) - ۰۳:۳۴
- «خدا یک دی‌جی است» (مانستر میکس) - ۰۶:۵۲
- «خدا یک دی‌جی است» (سیریس دنجر ریمیکس) - ۰۵:۰۹
- «خدا یک دی‌جی است» (شارپ ریمیکس) - ۰۴:۲۷

### سی‌دی نسخهٔ اروپا
- «خدا یک دی‌جی است» (نسخهٔ رادیویی) - ۰۳:۳۳
- «خدا یک دی‌جی است» (مانستر میکس) - ۰۶:۵۳
- «خدا یک دی‌جی است» (سیریس دنجر ریمیکس) - ۰۵:۰۹
- «خدا یک دی‌جی است» (شارپ ریمیکس) - ۰۴:۲۶

### سی‌دی نسخهٔ فرانسه
- «خدا یک دی‌جی است» (نسخهٔ رادیویی) - ۰۳:۳۲
- «خدا یک دی‌جی است» (شارپ ریمیکس) - ۰۴:۲۶

### سی‌دی نسخهٔ یونان
- «خدا یک دی‌جی است» (نسخهٔ رادیویی) - ۰۳:۳۳
- «خدا یک دی‌جی است» (مانستر میکس) - ۰۶:۵۳
- «خدا یک دی‌جی است» (سیریس دنجر ریمیکس) - ۰۵:۰۹
- «خدا یک دی‌جی است» (شارپ ریمیکس) - ۰۴:۲۶

### نسخهٔ صفحهٔ ۱۲ اینچی
- «خدا یک دی‌جی است» (مانستر میکس) - ۰۸:۰۱
- «خدا یک دی‌جی است» (شارپ ریمیکس) - ۰۹:۲۱

## موقعیت در چارت‌های موسیقی
| چارت (۱۹۹۸)                                | بالاترین جایگاه |
| ------------------------------------------ | --------------- |
| استرالیا (ای‌آرآی‌ای)                        | ۳۷              |
| اتریش (او۳ تاپ ۴۰ اتریش)                   | ۹               |
| بلژیک (اولتراتاپ ۵۰ فلاندرز)               | ۴               |
| بلژیک (اولتراتاپ ۵۰ والونی)                | ۵               |
| بلژیک دنس (اولتراتاپ فلاندرز)              | ۴               |
| دنس/اربان کانادا (آرپی‌ام)                  | ۱               |
| دانمارک (آی‌اف‌پی‌آی)                         | ۴               |
| اروپا (یوروچارت هات ۱۰۰)                   | ۴               |
| فنلاند (جدول‌های رسمی فنلاند)               | ۶               |
| فرانسه (اس‌ان‌ئی‌پی)                          | ۴۳              |
| آلمان (جدول‌های رسمی آلمان)                 | ۲               |
| یونان (آی‌اف‌پی‌آی)                           | ۶               |
| مجارستان (Mahasz)                          | ۱۰              |
| ایرلند (ایرما)                             | ۱۱              |
| ایتالیا (موزیکا ا دیسکی)                   | ۱۷              |
| هلند (۴۰ آهنگ برتر)                        | ۱               |
| هلند (۱۰۰ تک‌آهنگ برتر)                     | ۳               |
| نیوزیلند (ریکوردد میوزیک ان‌زد)             | ۱۰              |
| نروژ (وی‌جی-لیستا)                          | ۴               |
| اسکاتلند (اوسی‌سی)                          | ۶               |
| اسپانیا (AFYVE)                            | ۶               |
| سوئد (فهرست برترین‌های سوئد)                | ۲۰              |
| سوئیس (شوایزر هیت‌پاراد)                    | ۲               |
| تک‌آهنگ‌های بریتانیا (اوسی‌سی)                | ۶               |
| موسیقی رقص بریتانیا (اوسی‌سی)               | ۴               |
| ترانه‌های باشگاه رقص ایالات متحده (بیلبورد) | ۱               |
| فروش تک‌آهنگ‌های رقص ایالات متحده (بیلبورد)  | ۴۴              |

| چارت (۲۰۲۲)                        | بالاترین جایگاه |
| ---------------------------------- | --------------- |
| دانلود تک‌آهنگ‌های بریتانیا (اوسی‌سی) | ۴۰              |

| چارت (۱۹۹۸)                  | جایگاه |
| ---------------------------- | ------ |
| بلژیک (اولتراتاپ ۵۰ فلاندرز) | ۳۱     |
| بلژیک (اولتراتاپ ۵۰ والونیا) | ۴۵     |
| دنس/اربن کانادا (آرپی‌ام)     | ۴      |
| اروپا (یوروچارت هات ۱۰۰)     | ۳۳     |
| آلمان (جدول‌های رسمی آلمان)   | ۳۱     |
| هلند (۴۰ آهنگ برتر)          | ۳۴     |
| هلند (۱۰۰ تک‌آهنگ برتر)       | ۳۵     |
| سوئد (فهرست برترین‌های سوئد)  | ۹۲     |
| سوئیس (شوایزر هیت‌پاراد)      | ۲۷     |

## گواهی‌های فروش
| منطقه | گواهی | واحد گواهی‌شده/فروش |
| --- | ----- | ------------------ |
| بلژیک (بی‌ئی‌ای)                                                                                                 | Gold  | ۲۵٬۰۰۰*            |
| آلمان (بی‌وی‌ام‌آی)                                                                                               | Gold  | ۲۵۰٬۰۰۰^           |
| نروژ (آی‌اف‌پی‌آی نروژ)                                                                                           | Gold  |                    |
| بریتانیا (بی‌پی‌آی)                                                                                              | Gold  | ۴۰۰٬۰۰۰            |
| * رقم فروش تنها بر پایهٔ گواهی‌ها. · ^ رقم توزیع تنها بر پایهٔ گواهی‌ها. · رقم فروش+پخش جاری تنها بر پایهٔ گواهی‌ها. |       |                    |